# Dona
|  | Per a altres significats, vegeu «Dona (desambiguació)». |

El símbol del planeta Venus i la mateixa deessa Venus simbolitzen la dona

Una dona és una persona de sexe femení de l'espècie humana, especialment quan ja és adulta, en contraposició amb una nena.
Existeix el dia internacional de les dones, o dia de la dona treballadora, que se celebra el 8 de març.

## Etimologia
La paraula en català "dona" prové del llatí vulgar dŏmna, que és una contracció del llatí culte dŏmĭna, 'senyora'. En català la primera font escrita que es conserva amb aquest mot i sentit és del segle xii.

## Biologia i gènere
Els factors biològics no són els únics que determinen si s'ha de considerar una (o si es considera a si mateixa) dona. Algunes dones poden tenir anomalies hormonals o diferències cromosòmiques (per exemple hiperplàsia suprarenal congènita completa o de manera parcial, la síndrome d'insensibilitat androgènica o altra condició intersexual), i hi ha dones que poden estar-hi, almenys en els períodes inicials de la seva vida, sense una fisiologia femenina convencional.

### Genètica

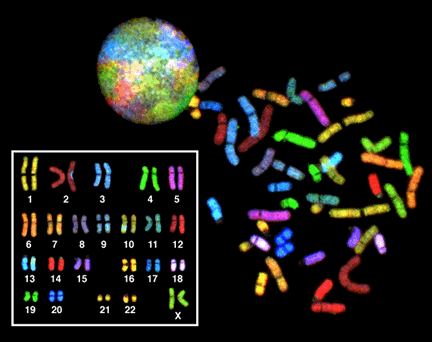
Gens d'una dona

La major part de les dones no transsexuals tenen el cariotip 46,XX, però una de cada mil tenen el 47,XXX, i una entre 2.500 té el 45,X. Els homes tenen el 46,XY, i el cromosoma Y és molt més curt que el cromosoma X, cosa que explica que algunes malalties genètiques poden ser patides per homes mentre que les dones en són portadores. De tenir el cromosoma X repetit o tenir el Y depèn el desenvolupament d'uns òrgans sexuals o altres.

### Òrgans sexuals femenins

A l'ovari es desenvolupa i madura un òvul, que pot trobar un espermatozou i començar un embaràs o bé donar pas al desenvolupament d'un nou òvul. El nombre d'òvuls és limitat i fix des del naixement de la dona

En termes biològics, els òrgans sexuals primaris femenins (vagina) formen l'aparell reproductor, mentre que les característiques sexuals secundàries (pits) tenen com a funció, entre d'altres, l'atracció d'un home (aconseguir esperma per a l'òvul) o l'alimentació dels fills.
La ciència que estudia la reproducció femenina i els òrgans reproductors s'anomena ginecologia.

#### Cicle menstrual
Amb l'inici de la menstruació (menarquia) les funcions reproductives permeten que la major part de les dones puguin tenir fills. Les dones generalment arriben a la menopausa al voltant dels cinquanta anys, edat a la qual els ovaris deixen de reproduir estrògens.

### Salut
En determinats països, la diferència en l'esperança de vida i el desenvolupament canvia molt entre homes i dones, i els més desiguals en són: Iemen, Aràbia Saudita, Oman, Guinea Bissau i Sudan.
En general, les dones pateixen les mateixes malalties que els homes; tanmateix, hi ha algunes malalties específiques que es donen amb més gran freqüència o exclusivament en dones, i d'altra banda hi ha malalties que les dones no pateixen, com l'hemofília, afecció exclusiva dels mascles.

## Aspecte físic

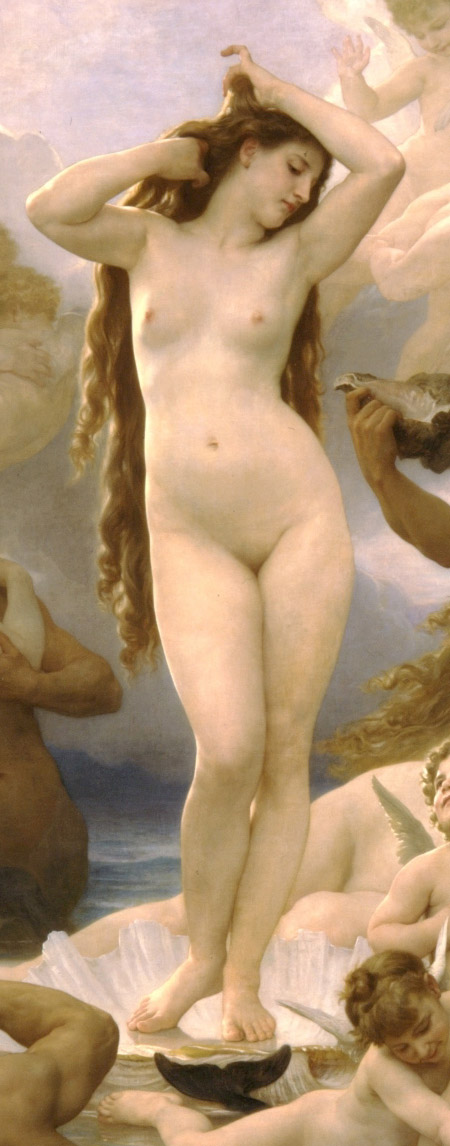
Detall del Naixement de Venus de Bouguereau (1879)

Generalment les dones tenen una menor mida, talla i pes total que els homes. A causa de factors hormonals, tenen un pes ossi inferior. La dona té una pelvis més ampla, major angulació de fèmur i major lordosi lumbar que l'home. La distribució del greix de la dona és diferent de la de l'home: presenta una distribució major en glutis, mamelles, cuixes i malucs. Durant l'adolescència tenen major alçada que els mascles.
El cos de la dona tradicionalment es mesura a partir de tres punts d'inflexió que la diferencien de l'home: el pit, la cintura i els malucs. Segons les seves dimensions i formes, es formen quatre tipus bàsics de cos: poma o triangular, on la cintura és més estreta, els malucs sobresurten poc i el pit és ampli; el cos recte, on la cintura té més d'un 75% de l'amplada dels altres punts d'inflexió; pera, on la cintura és més estreta que els pits, i els malucs el punt més ample; tipus rellotge de sorra, on les corbes estan més marcades que en altres tipus corporals, la cintura és estreta i les extremitats s'allarguen. El Ministeri de Sanitat espanyol va decidir, el 2008, adaptar aquests tipus a les dones de l'estat, establint que hi havia tres classes de dones: cilindre, diàbol i campana.
La pressió per mantenir la bellesa física és major entre les dones, fet que propicia un tractament més sexualitzat en l'art i la publicitat i una major incidència de trastorns alimentaris i consum de cosmètica. Malgrat les queixes del moviment feminista, l'aspecte físic continua sent una variable discriminatòria a l'hora d'aconseguir i mantenir una feina o en les relacions socials, en un grau més elevat que entre els homes.

## Història
Probablement, en el transcurs de la prehistòria, la diferenciació de rols es va començar a accentuar dins de les primitives societats arran de l'aparició de l'especialització del treball i de la propietat privada i la seva transmissió hereditària; els condicionants físics i la maternitat provoquen que la dona, en aquest tipus de societat, tingui una capacitat productiva menor que l'home, fet que la relegà a un paper de servidora domèstica minorant la seva força com a element productiu; amb tot, sense menystenir la seva capacitat com a cohesionadora social dins la societat primitiva i la importància vital del fet de la maternitat per a la seva supervivència. És, en efecte, en aquest estadi de l'evolució humana en què s'inicien les diferenciacions dels rols socials i es troben els inicis del sexisme, si bé aquest presenta en aquest estadi un fons purament pràctic directament encaminat a permetre la supervivència del grup o tribu. Això no obstant, la manca de força que atorga la funció productiva esdevé crònica al llarg del temps: la majoria de societats primitives esdevenen societats patriarcals. Aquesta situació s'afermà amb l'expansió de les civilitzacions semites i grecoromanes. Amb tot, la dona romana anà adquirint una categoria jurídica més important que la que tingué dins les societats gregues i semítiques, com ho demostra el valor que tingué en el dret romà la figura del matrimoni, o societat conjugal.
El cristianisme, tot i establir una igualtat entre home i dona, considerant-les com a persones individuals, mantingué el principi de submissió de la dona dins la família i la preponderància de l'home en la jerarquia social.
Al llarg de l'edat mitjana i fins al segle xix la preponderància masculina es va mantenir, i fins i tot es va ampliar: Els estaments medievals no reconegueren pràcticament cap paper a la dona en el món feudal, gremial i polític, i tampoc no va tenir accés als estudis superiors oficials.
Si bé els primers moviments generals de lluita per les llibertats (Revolució francesa, independència nord-americana) implicaren un cert alliberament en aquestes condicions de desigualtat, el Codi de Napoleó, que influí en moltes legislacions europees (entre les quals el codi civil espanyol), confirmà gran part de les limitacions tradicionals de la dona casada, tant en les qüestions de dret civil com en determinats casos de dret processal.
La Revolució industrial obrí les portes a l'alliberament d'aquestes condicions de desigualtat: la participació de la dona en aquesta, mitjançant el treball contractual, la limitació de la natalitat i de les càrregues que la maternitat comporta, i els avantatges del progrés tècnic han estat uns factors que han fet possible una evolució en la condició de la dona. Aquesta abandona el paper tradicional de mestressa de casa i s'integra activament en el teixit productiu. No obstant això, aquesta evolució social tarda a traduir-se en la legislació. Jurídicament els canvis socials són plasmats molt lentament i, en general, aquests canvis són donats per la pressió que exerceixen els moviments polítics de signe progressista i per l'aparició dels moviments feministes, els quals sorgeixen a la segona meitat del segle xix.
Aquesta tendència a l'equiparació jurídica, però, no sempre s'ha traduït en la realitat. La discriminació sexual continua, en part, en el camp professional i laboral, com també en el polític i, especialment, en l'eclesiàstic i militar.
Dins el sistema jurídic català, que és basat en els drets romà i canònic, atorga protecció especialment a la dona casada: la vídua exerceix la pàtria potestat sobre els fills menors. Si no ha estat pactada una altra cosa en els capítols matrimonials (associació en compres i millores, pacte de mig per mig, d'igualtat de béns i guanys, tantundem, etc.), el patrimoni de la dona resta lliure de tota ingerència del marit en el règim de separació de béns, i la dona pot, doncs, alienar els seus béns, com també usar-ne, gaudir-ne i disposar-ne, sense intervenció marital (excepte els aportats en dot). La constitució Hac nostra (1351) concedeix a la dona casada el dret de tenuta (assegurant la restitució del dot i de l'escreix) i beneficia la vídua amb l'any de plor (que permet disposar de les rendes del patrimoni del marit durant l'any següent a la seva mort).
Fins a l'any 1984, quan es modificà la Compilació de dret civil de 1960, pel Parlament de Catalunya, eren vigents els articles referents a l'Authentica si qua mulier, al senatconsult vel·leià i a la constitució Hac edictali vers la limitació imposada en la successió al cònjuge sobrevivent del causant bínub (que s'ha casat en dues ocasions) en concurrència amb descendents d'anteriors matrimonis. La mateixa llei del Parlament català feu que la quarta marital passés a ser la quarta vidual amb igual tractament per a la muller que per al marit, i que la presumpció muciana, per la qual se suposava donats pel marit els béns adquirits per la muller durant el matrimoni, s'estengués a ambdós cònjuges i es limités als casos de fallida i concurs de creditors d'un d'ells.
Les Corts Generals espanyoles, amb la finalitat d'adaptar la legislació a la Constitució de 1978 han dictat diferents disposicions legals que modifiquen el codi civil a fi de convertir en realitat la igualtat de sexe: així s'atribueix la pàtria potestat als dos esposos, suprimeix la submissió de la dona al marit i l'obligació d'adopció de la seva ciutadania i, en general, dona a marit i muller un tractament d'igualtat; així mateix, quant al codi penal, s'efectuaren, també, lleugeres modificacions que posen fi a la discriminació contra la dona en l'adulteri, suprimint aquesta figura de delicte, com també la de l'amistançament; això no obstant, es manté una legislació restrictiva respecte a l'avortament.

## Psicologia
Les diferències observades entre dones i homes en psicologia i manera de comportar-se són difícils d'estudiar, atès que els límits entre el que és part del rol cultural i el que és una ment diferent no estan gens clars i, per tant, se sol parlar de tendències descriptives (i no explicatives).
Les dones puntuen més alt en els tests d'obertura a l'exterior i menys en estabilitat emocional, fet que ha consolidat l'estereotip de la dona comunicativa (especialment amb les amigues) i afectuosa però neuròtica, caricaturitzat al llarg de la història. Sembla que la diferència sorgeix de la necessitat de cooperació entre les tasques tradicionalment reservades a les dones, amb la consolidació dels rols culturals associats. Les dones acostumen a mostrar menys agressivitat o bé la manifesten d'una manera menys física.

## Identitat sexual
La identitat sexual d'una dona és el sentiment d'una persona de pertinença a un determinat sexe, independentment del gènere, masculí o femení que biològicament o socialment tingui assignat. Pot concordar amb el gènere de l'individu, si una dona se sent dona, o pot no ser així, com als casos de transsexualitat i intersexualitat. Hi ha qui creu que la identitat sexual només és una qüestió educativa imposada, o almenys influenciada, per una societat determinada.
La dona també pot crear-se i desenvolupar un rol sexual, amb formes de vestir i de comportar-se socialment en concordància amb la seva cultura i el seu gènere.

## Dona i feminitats

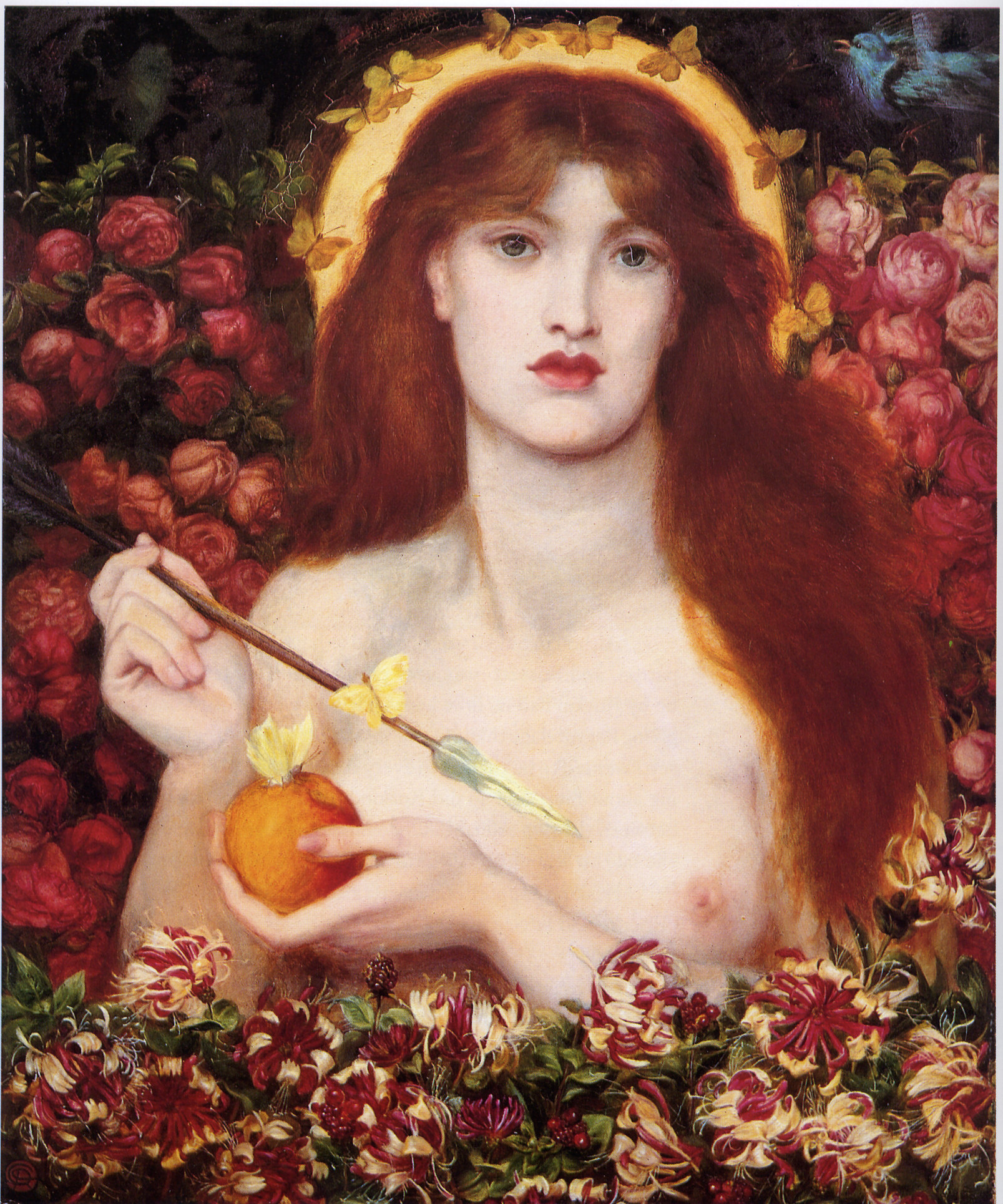
A Europa s'ha associat tradicionalment i androcèntricament la feminitat amb la dea Venus de la bellesa

La feminitat o les diferents feminitats són les construccions polítiques i socioculturals estereotipades que assignen característiques estètiques, psicològiques, de rol social i de comportament a les dones o al gènere femení. Aquesta manera d'ententre la sexualitat i la societat, dual amb el concepte masculí-femení, és gairebé sempre pròpia d'una societat androcèntrica i patriarcal, que considera inferior el que és femení al que és masculí.

## Simbologia
Per representar una dona amb un símbol es fa servir una estilització del mirall de Venus o un ninot amb faldilla.

## Rol social
Llevat d'algunes societats primitives de règim matriarcal, la dona ha estat objecte al llarg del temps d'una discriminació respecte a l'home pel que fa al desenvolupament de funcions i rols socials. L'arrel d'aquesta diferenciació de rols cal cercar-la en les diferències biològiques i anatòmiques que es donen entre ambdós sexes; la constitució anatòmica més feble i les limitacions imposades per la maternitat.

### Estereotips i rols femenins

Un exemple d'estereotip és que el sexe interessa menys a les dones que als homes

Segons Talcott Parsons, hi ha dues situacions límit als països desenvolupats, en una la separació entre rol social i gènere és màxima i en l'altra mínima. Així, en els models de separació, s'aposta per l'educació diferenciada a l'escola i es privilegia que els homes estudiïn més anys que les dones, ja que ells estan destinats a mantenir la família i treballar fora de casa en llocs de prestigi, mentre que el treball femení es veu com a complementari, quan existeix. Per contra, en un model igualitari l'educació és mixta i s'aposta perquè tothom pugui arribar al màxim nivell educatiu; no hi ha diferència entre les professions per sexe i no hi ha discriminació salarial. En el model segregat, la dona té com a màxima funció la cura de la casa i els nens, tasques que són compartides en el model igualitari, que també proposa que les decisions importants siguin fruit de tots els membres de la llar. Els models s'acostumen a donar només gradualment en la majoria de contextos.

### Discriminació
El masclisme és la discriminació envers les dones. El micromasclisme és el masclisme socialment acceptat. Les lesbianes pateixen doble discriminació masclista: pel fet de ser dones i per les seves preferències sexuals (vegeu Ideologia masclista i heteropatriarcat). Algunes societats i cultures patriarcals, de dominació masculina i, per tant, androcèntriques, confonen el seu comportament paternalista envers les dones, una manifestació més de (micro)masclisme, amb una autopercepció com a "igualitàries" o "feministes". Exemples de discriminació són la divisió sexual del treball, l'educació separada per sexes i la "mixta", la discriminació salarial i l'impost a les dones.
El feminisme és el moviment que busca equiparar el valor de dones i homes en la vida pública. Els moviments masclistes i antifeministes el consideren feminazi. Pel postfeminisme, els feminismes de la diferència i els estudis de gènere, tothom té el mateix valor i els mateixos drets, sent cada persona com vulgui, sense haver d'entrar forçosament en estereotips ni binarismes home-dona. (Vegeu Igualtat de gènere.)
El "femellisme" seria teòricament la discriminació cultural i social envers els homes, sent les dones superiors, és a dir, l'antònim de masclisme.

### La dona en la política

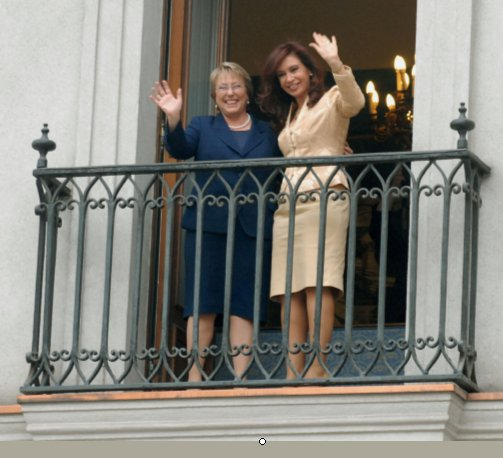
Michelle Bachelet i Cristina Fernández, presidentes de Xile i Argentina, 2007

El paper de la dona en la política ha anat canviant any a any, i tant en països orientals com en occidentals és actualment comú trobar dones ocupant càrrecs polítics. Malgrat que encara existeixen molts prejudicis i dubtes a causa de limitacions culturals, algunes dones han assolit alts càrrecs dins dels governs dels seus respectius països, fins i tot en alguns casos han arribat a cap d'estat.

### La dona en la literatura

Helena de Troia, d'Evelyn de Morgan (1898, Londres)

La presència de la dona en la literatura reflecteix en gran manera el rol de gènere (feminitat) que li atribueix cada cultura i societat. Els personatges femenins en obres d'autoria masculina solen ser idealitzacions, estilitzacions o estereotips, ja que en societats androcèntriques i patriarcals els homes que no veuen les dones com a iguals, per a no compartir el seu poder, les idealitzen i així les converteixen en bells objectes, com és el cas de les "muses".
Per exemple, existeixen moltess obres masculines on la dona és el símbol sexual per excel·lència, el trofeu que l'home ha d'aconseguir: així apareix Helena en les obres d'Homer, la princesa dels contes de fades o la variant angelical dels poemes trobadorescs i els relats de cavalleria. La funció de la dona és passiva, o bé no apareix com a personatge participant o bé es tracta que resisteixi per defensar la seva virginitat (com en Pamela, de Samuel Richardson). També és qui ha de ser rescatada per l'home, com les princeses segrestades per dracs, un exemple de l'estereotip de donzella en perill. Un cop casada, és part de l'honor del marit, com es veu en els drames barrocs.
Un altre rol tradicional de la dona com a personatge en la literatura d'autoria masculina és el de mare. Els protagonistes evoquen la seva mare idealitzant-la, com a símbol de protecció i amor, lligada a la infantesa com a època d'innocència. La seva desaparició provoca la infelicitat, com en Oliver Twist o la Ventafocs. La mare desconeguda és un arquetip que permet jocs d'identitat (usualment un noi o noia pobres acaben descobrint-se com a fills de nobles) o tragèdies com la d'Èdip.
Al contrari, el mite de la vagina dentata o de dona destructora per la seva força sexual ha estat usat sovint en literatura, amb dones temptadores que segueixen el model bíblic d'Eva. Les superheroïnes i dones guerreres (com per exemple les amazones gregues) han heretat part dels seus atributs. La femme fatale és una variant d'aquesta concepció.

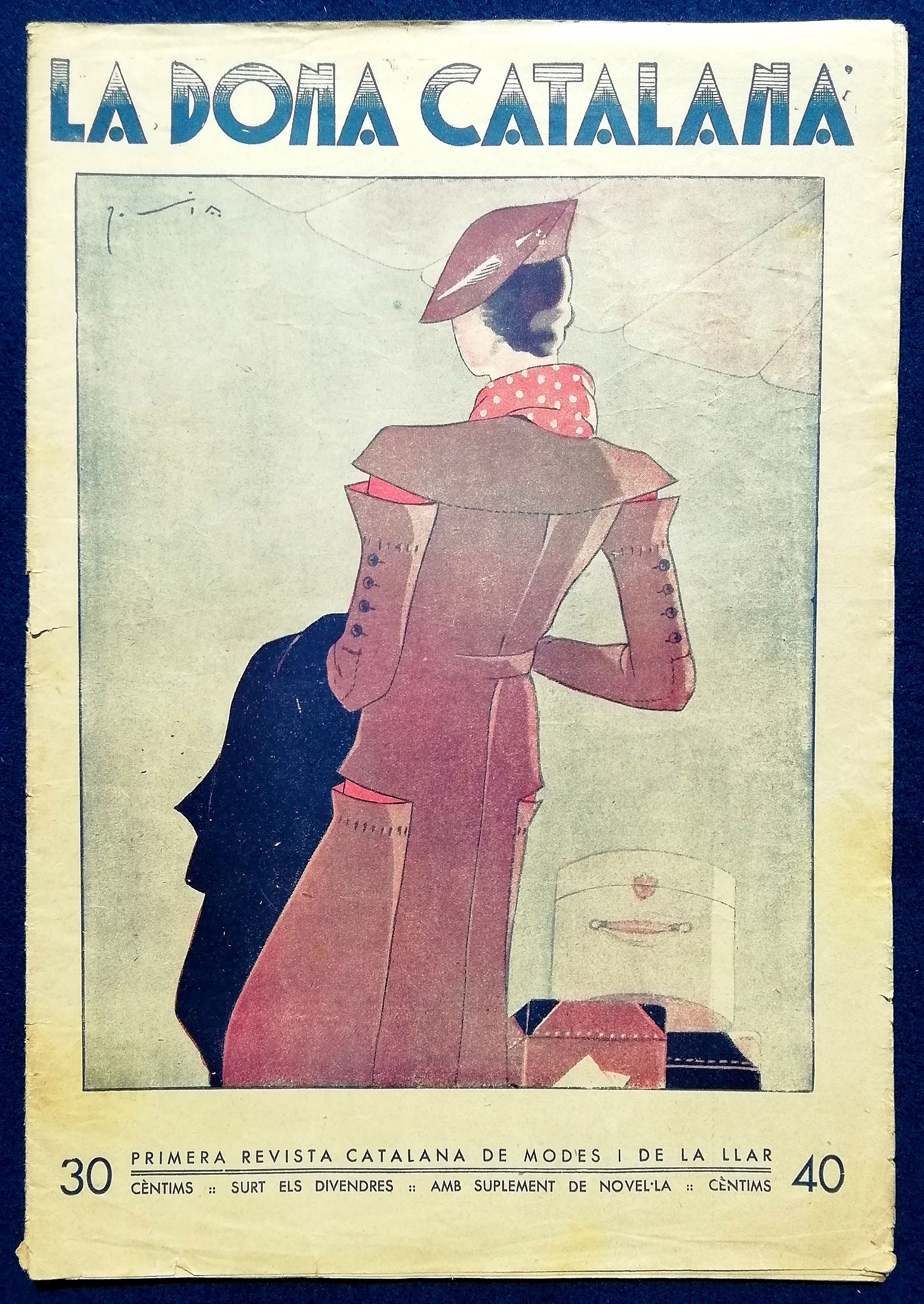
La revista La Dona Catalana va ser una publicació setmanal on van escriure i col·laborar dones escriptores de l'època. Exemplar publicat a Barcelona l'any 1934

En l'amor romàntic de la literatura masculina, les dificultats socials són un al·licient o un entrebanc per a la parella, com en Romeu i Julieta. Des d'aquell model es passa a l'ideal del romanticisme, on en la narrativa d'autoria masculina l'amor esdevé el centre de la vida de la dona, que no assoleix la felicitat si no l'aconsegueix (com es veu en Madame Bovary). Enfront aquest amor idealitzat, apareixen ja al segle xviii les novel·les que giren a l'entorn del matrimoni i la difícil posició de la dona, un tema recurrent al llarg de tres segles: es mostren protagonistes que tenen casaments infeliços i busquen la seva realització en l'adulteri o que són forçades a aliances de conveniència. Aquesta visió pessimista contrasta amb les trames d'intriga amorosa pròpies del teatre.
Els dilemes personals de la dona, al marge de la seva realització amb una parella, no centren la literatura masculina fins a mitjan segle xix i augmenten a finals del XX, amb l'auge del feminisme i de la revalorització del rol social de la dona. És en aquests segles quan sorgeixen les protagonistes femenines independents de manera majoritària, que ja havien estat presents en la literatura escrita per dones des dels inicis de la cultura.
Al marge del seu paper com a personatge, hi ha gèneres considerats propis de dones. Les novel·les sentimentals o rosa i la chick-lit són dos exemples (clàssic i contemporani) de narracions concebudes específicament per a dones, si bé elles són més lectores que els homes en el total de la literatura des de la generalització de l'educació bàsica.
Quant a la literatura feta per dones, en l'antiguitat la dona, per exemple, expressa el seu amor en la lírica, tant popular (les cançons d'amic) com culta (els poemes de Safo de Lesbos). Hi ha hagut literatura escrita per dones, en vers i en prosa, culta i popular, de ficció i no-ficció, religiosa i pagana, assajos, investigacions científiques i de tota mena en l'època medieval i fins a l'actualitat. Al segle xxi, en el gènere teatral hi ha dramaturgues que escriuen textos dramàtics i directores de teatre.

### La dona en la ciència

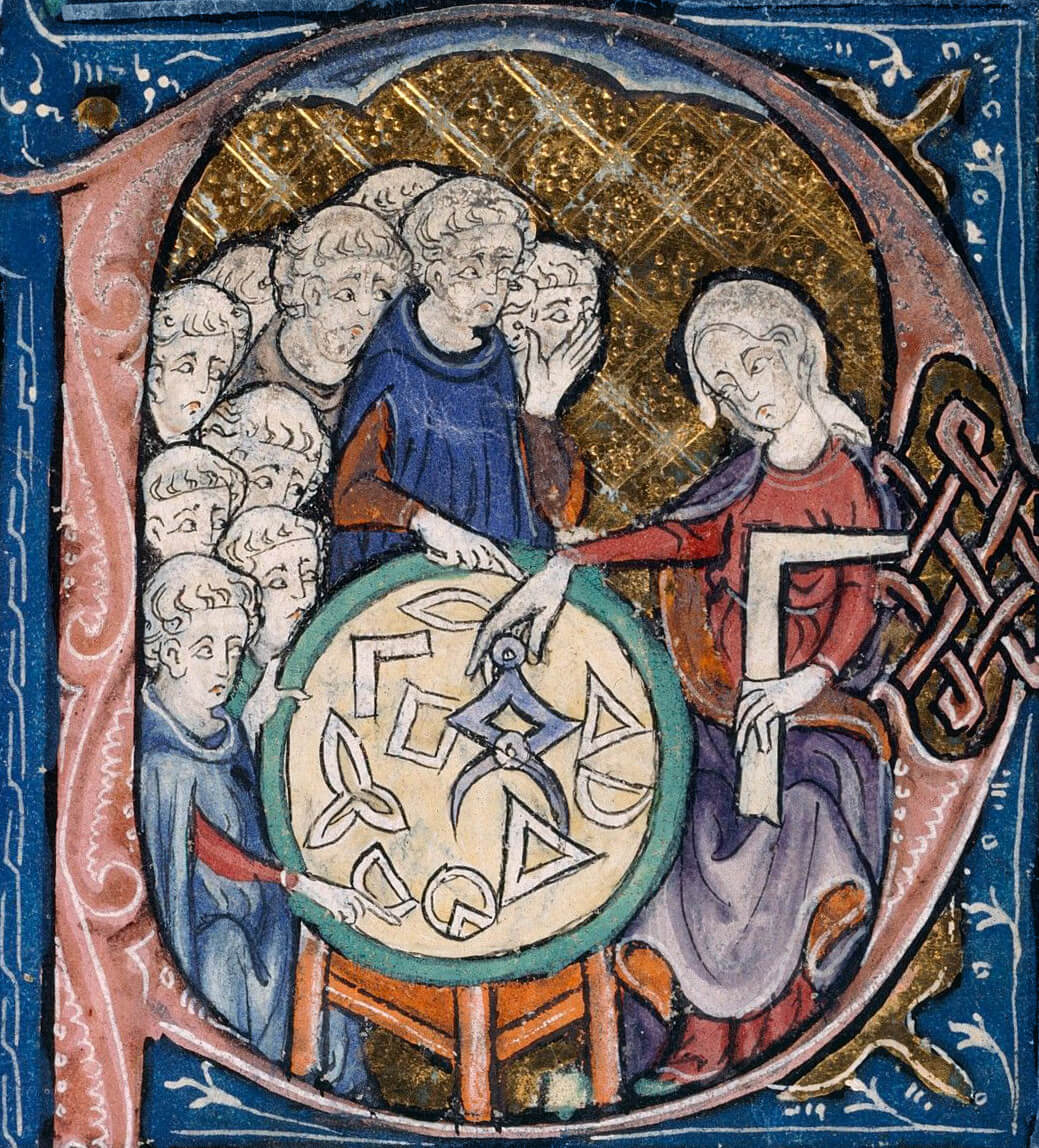
Dona ensenyant geometria

Les dones han fet contribucions substancials a la ciència des dels inicis dels temps. Els historiadors interessats en el gènere i la ciència han ressaltat els estudis i assoliments de la ciència per part de la dona, les barreres que han hagut d'afrontar, i les estratègies que han pres per tal que les seves obres hagin pogut ser acceptades en publicacions científiques de renom i en altres publicacions. L'estudi històric, crític i sociològic d'aquests problemes han esdevingut una disciplina acadèmica per si mateixa.
La implicació de la dona en l'àmbit de la medicina ha estat manifesta en moltes civilitzacions antigues, i l'estudi de la filosofia natural en l'antiga Grècia estava oberta a les dones. Les dones van contribuir al progrés de l'alquímia en els primers segles després de Crist. En l'edat mitjana, els convents eren un lloc important d'educació per a dones, i algunes d'aquestes comunitats van donar oportunitats a les dones per tal que contribuïssin a la investigació acadèmica. Durant el sorgiment de les primeres universitats, les dones foren, en la seva majoria, excloses de l'educació universitària. L'actitud envers l'educació mèdica de les dones a Itàlia sembla haver estat més liberal que en altres llocs. La primera dona que va aconseguir una càtedra universitària en l'àmbit científic fou Laura Bassi, una científica del segle xviii.
Encara que els rols de gènere estaven clarament definits en el segle xviii, les dones van experimentar grans avenços en ciència. Durant el segle xix, les dones estaven excloses de la majoria de l'educació científica formal, però van començar a ser admeses en els estrats cultes durant aquest períoda. A finals d'aquest segle, el sorgiment de les universitats femenines va proporcionar feina a les dones, així com oportunitats per a la seva educació. Marie Curie, la primera dona a guanyar un premi Nobel l'any 1903 (física), aconseguí un segon guardó el 1911 (química), tots dos per les seves investigacions sobre radioactivitat. Fins a un total de 40 dones han aconseguir el Premi Nobel entre 1901 i 2010. 16 dones han aconseguit el Premi Nobel en física, química, fisiologia o medicina.

### La dona en la religió
Existeixen diverses organitzacions que treballen aquesta qüestió tant d'àmbit internacional com la Conferència per l'Ordenació de les Dones i, a escala europea, l'Associació Europea de Dones en la Investigació Teològica. En l'estat espanyol existeix Mujeres y Teologia i l'Asociación de Teólogas Española (ATE). En l'àmbit català hi ha també el Col·lectiu de Dones en l'Església i Dones Creients.

## Feminisme

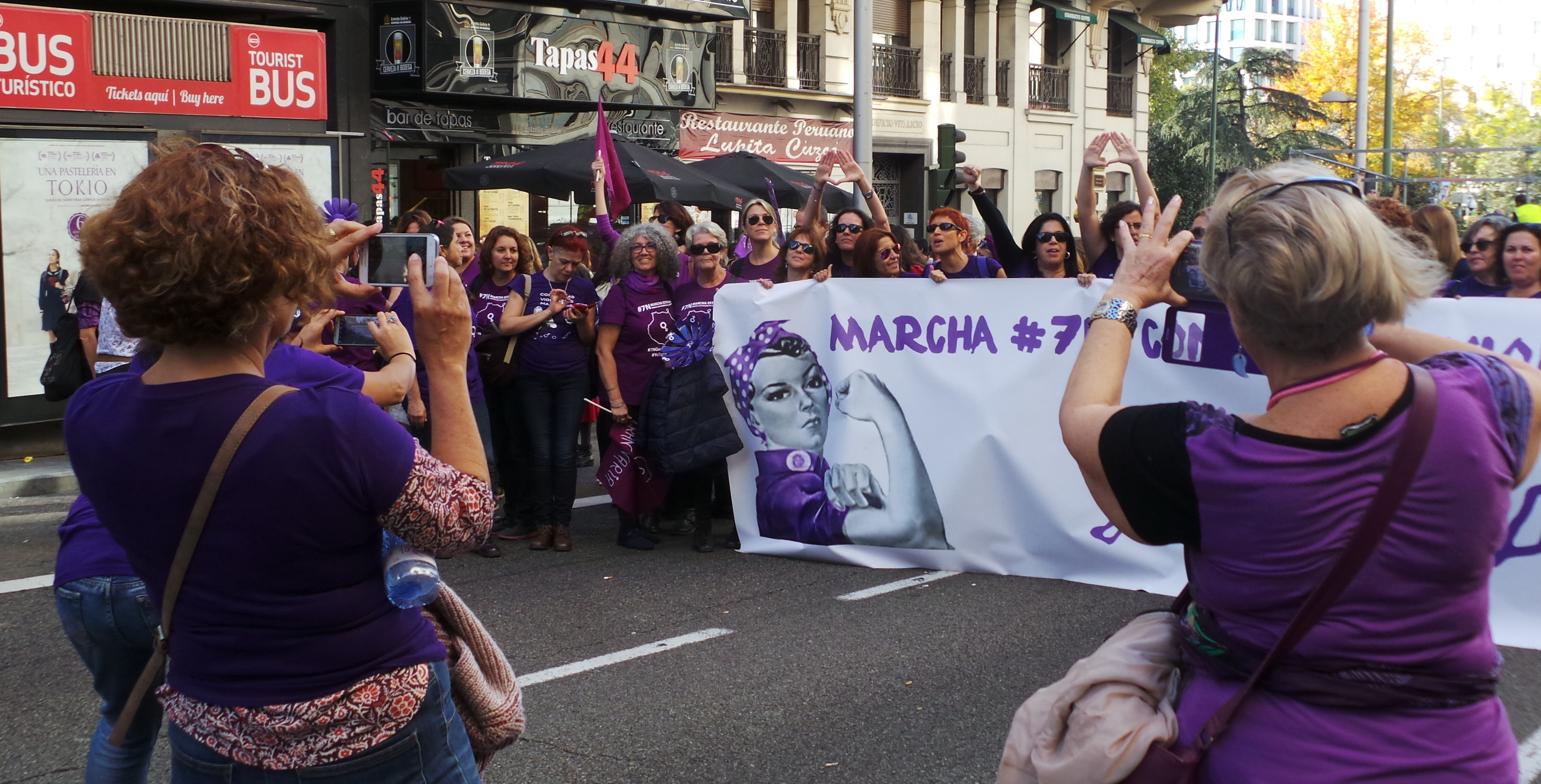
Manifestació l'any 2015

El moviment feminista ha estat una lluita pel reconeixement de la igualtat d'oportunitats i la igualtat de drets per a les dones. Les dificultats per obtenir aquest reconeixement s'han dut a terme a causa de factors històrics, en combinació amb els costums i les tradicions socials. Actualment, gràcies als esforços del moviment feminista de fa dècades, en la major part de les societats les dones tenen accés a formacions i carreres laborals pròpies, més enllà de ser mestresses de casa. I, encara que hi continua havent una forta discriminació cap a les dones a nivell tant laboral com familiar, pot dir-se que, en termes generals, les condicions de les dones han millorat.

### Feminisme als Països Catalans

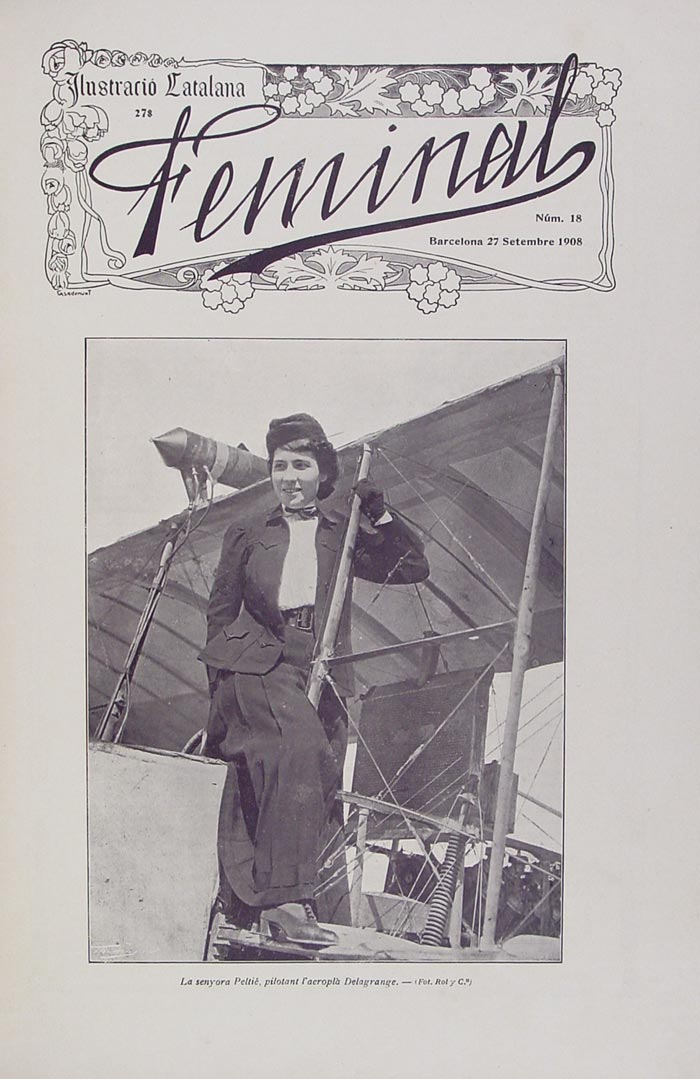
Portada del setmanari Feminal

El feminisme català va començar a principis del segle xx qüestionant l'exclusió de les dones de la cultura i la subalternitat femenina. Es va centrar en la promoció dels drets de les dones en els àmbits educatius, culturals i laborals, perquè les característiques del desenvolupament polític espanyol no foren propícies per a l'emergència d'un feminisme liberal de signe polític, orientat cap a la consecució del sufragi i dels drets polítics individuals, com havia succeït en estats com la Gran Bretanya. Amb la Segona República les dones van aconseguir el sufragi femení. La ministra Frederica Montseny defensà l'avortament i exigí una participació real de les dones en la indústria de guerra i els serveis públics. L'any 1978 va aparèixer el Partit Feminista.

## Sociologia estadística

Piràmide poblacional a Espanya vers 2019

Encara que neixin menys dones que homes (la proporció queda al voltant de l'1:1.05), hi ha més dones entre la població adulta (sobre un 1.04:1). Les dones tenen un índex de mortalitat inferior que els homes, encara a l'úter, i viuen una mitjana de cinc anys més a causa d'una combinació de factors: la genètica (els cromosomes sexuals de les dones disposen de gens redundants i variats); sociologia (en la major part d'estats no han de realitzar cap servei militar); salut (menys percentatge en suïcidis i en el consum del tabac i l'alcohol, encara que referent al tabac, la tendència està canviant als països occidentals); la presència d'estrogen (hormona femenina), que té un efecte cardioprotector en les dones premenopàusiques; i l'efecte d'alts nivells d'andrògens en els homes.
L'any 2001, de la població total, hi havia 101.3 homes per cada 100 dones.